# The New Yorker
A New Yorker (teljes angol nevén The New Yorker) egy New York-i központú közélettel, politikával, irodalommal, kritikával, humorral és gazdasággal foglalkozó, hetente megjelenő magazin. A New Yorkert a Condé Nast kiadóvállalat adja ki. Első száma 1925. február 21-én jelent meg.
A lap egyik sajátossága, hogy címlapjai egyedi, művészi festmények vagy grafikák, melyeket a felkért alkotók csak a periodika számára készítenek. Ennek magyar vonatkozása, hogy több magyar származású képzőművész is készített címlapképet a The New Yorkernek: Kárász Ilonka, André François (Farkas André), Miskey Gyula (Julian de Miskey), Bányai István.